# Ofèlia
|  | Per a altres significats, vegeu «Ofèlia (satèl·lit)». |

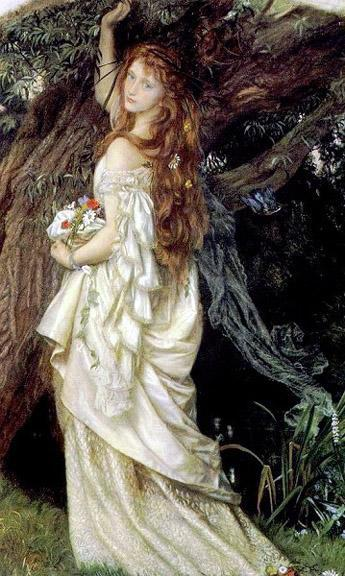
Ofèlia interpretada pel pintor Arthur Hugues, vers 1863-1864.

Ofèlia és un personatge fictici femení de l'obra teatral Hamlet, escrita per William Shakespeare cap a l'any 1600. És l'enamorada del príncep danès Hamlet, germana de Laertes i filla del lord camarlenc Poloni, home de confiança del rei de Dinamarca. Típica heroïna al gust del romanticisme, especialment durant el segle xix, ha estat inspiració de nombroses pintures i d'un famós poema, Ophélie, d'Arthur Rimbaud. Al segle xx, Richard Brautigan va escriure el poema El rapte d'Ofèlia. Al llarg dels temps, ha estat protagonista o referenciada en nombroses manifestacions artístiques i culturals dins de camps diferents com la literatura, el cinema, la música, els videojocs i fins i tot dona nom a l'asteroide 171 Ophelia i a un satèl·lit d'Urà.
Dona nom al terme "ofelització" que va crear Gaston Bachelard per a parlar de ciutats que ell considera mortes, que han estat brillants i mantenen una certa bellesa però que s'han deixat abandonar, com per exemple Bruges.
Es considera un mite o arquetip. Per a Bachelard, alguns elements que se li solen associar són les flors al seu voltant i als seus cabells no recollits, un vestit ric i sovint blanc, la natura, la nit o la lluna. Se la sol representar just abans de morir, amb flors al salze o cantant, o bé ja morta, però de manera que sembla adormida. El vestit s'infla al voltant d'ella, que queda envoltada de flors, d'una llarga cabellera i del teixit, flotant. La seva mort en Hamlet és molt detallada i bellament descrita per Gertrudis, la mare del príncep Hamlet, a la fi del quart acte.